# Antinoe lactea
Antinoe lactea är en ringmaskart som beskrevs av Francis Day 1953. Antinoe lactea ingår i släktet Antinoe och familjen Polynoidae. Inga underarter finns listade i Catalogue of Life.